# SuperKaramba
SuperKaramba era una utility per il desktop, sviluppata da KDE che, una volta lanciata, permetteva di scaricare e installare una serie di programmini (detti applet) che abbelliscono il desktop, anche grazie all'utilizzo di trasparenze, e che al tempo stesso offrivano varie funzionalità (alcune delle quali a meri scopi estetici) come ad esempio quelle riguardanti l'utilizzo della CPU o della RAM.
Come tutte le applicazioni, anche queste occupano memoria, e quindi ne viene consigliato un utilizzo proporzionato alle caratteristiche del sistema. Il programma gira in background agganciato alla finestra del desktop, in questo modo non disturba la normale vista delle altre applicazioni né del desktop stesso.
Dalla versione 3.5 di KDE, SuperKaramba è stato integrato nelle release dell'ambiente destkop, parte della suite kdeutils.
Il software poteva funzionare anche al di fuori del desktop Plasma (precedentemente KDE) avendo installato le relative librerie per farlo funzionare.
Il programma non è più sviluppato ed è stato rimosso dai rilasci di KDE Applications a partire dalla versione 15.12. Per gli utenti del desktop Plasma gli oggetti del desktop (plasmoidi) possono essere considerati un sostituto.

## Funzionamento
Gli autori utilizzano file di testo per creare i temi che definiscono i loro widget. Gli autori delle applet possono anche aggiungere script in linguaggio Python per creare widget interattivi.

## Esempi di utilizzo

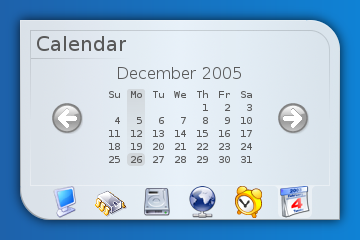
Screenshot di SuperKaramba con un calendario.

- Bollettini meteorologici interattivi
- Controllo e comunicazione con player MP3 come XMMS o Amarok
- Calendario e appunti
- Orologio
- Monitoraggio della CPU, network, dischi non removibili
- Notifica di messaggi email
- Visualizzatore di notizie e aggregatore RSS
- Menù animati
- Barre degli strumenti personalizzate
- Strumenti di ricerca

## Storia del progetto
Karamba era originariamente stato scritto da Hans Karlsson come progetto scolastico nel marzo 2003. Ha ottenuto moltissima popolarità quando è stato pubblicato su kde-look.org ed alcune persone hanno incominciato a scrivere temi per questo software. Karamba funziona basandosi su file scritti in un formato simile all'XML. Il software è diventato in pochissimo tempo popolare e Hans, per mancanza di tempo, ha ceduto il progetto a altre persone che potessero mantenerlo e espanderlo.
Verso la fine di aprile 2003, Adam Geitgey ha preso in carico il progetto. Ha aggiunto il supporto per il linguaggio di scripting Python e ha dato a Karamba un nuovo nome: SuperKaramba. Adam ha mantenuto il progetto in vita e ha aggiunto nuove caratteristiche e patch di altri sviluppatori fino alla fine di aprile 2005. A questo punto un gruppo di sviluppatori che voleva sviluppare maggiormente il software ne ha permesso l'inclusione in KDE a partire dal rilascio 3.5.
Attualmente SuperKaramba è parte di KDE, nella suite kdeutils. Alcune caratteristiche del programma sono state integrate nell'interfaccia Plasma di KDE 4.